# پاتریک فرانسیس هیلی
پاتریک فرانسیس هیلی اس جی (به انگلیسی: Patrick Francis Healy) (۲۷ فوریه ۱۸۳۴–۱۰ ژانویه ۱۹۱۰) کشیش آمریکایی عضو فرقه یسوعیان کلیسای کاتولیک، رئیس بانفوذ دانشگاه جورج تاون بود که به عنوان «بنیانگذار دوم» آن شناخته شده‌است. ساختمان اصلی دانشگاه را به افتخار او هیلی هال می‌نامند. او خود را از نژاد اروپائی‌تبار می‌دانست و تا حد زیادی به این صورت پذیرفته شده بود، اما پس از درگذشتش به عنوان اولین آمریکایی آفریقائی الاصل که موفق به کسب عضویت در انجمن یسوعیان، دریافت مدرک دکترا، و رسیدن به مقام ریاست یک دانشگاه عمدتاً سفیدپوست شده بود مفتخر گردید.
هیلی در خانواده‌ای در جورجیا که خاستگاه رهبران بسیاری از کاتولیک‌ها است به دنیا آمد. مادرش یک‌هشتم سیاه‌پوست -شخصی که یک پدربزرگ آفریقایی و هفت پدربزرگ و مادربزرگ اروپایی دارد- و پدرش یک مهاجر سفیدپوست ایرلندی بود. بر اساس قوانین جورجیا، پدر هیلی از نظر فنی زن و فرزندانش را به عنوان برده در اختیار داشت. هیلی و خواهران و برادرانش توسط پدرشان برای تحصیل به شمال کشور فرستاده شدند و هیلی تحصیلات عالی خود را در دانشگاه کاتولیک لوون ادامه داد و در سال ۱۸۶۴ دکترای خود را در فلسفه گرفت. او به آمریکا بازگشت و به عنوان کرسی فلسفه در جورج تاون شروع به کار کرد.
هیلی در سال ۱۸۷۳ به عنوان رئیس دانشگاه جورج تاون انتخاب شد و سال بعد به ریاست دانشگاه منصوب گردید. او برای تبدیل این مؤسسه به یک دانشگاه مدرن، بر دوره ای از فعالیت در آن زمینه نظارت داشت. او سطح علوم تجربی و تحقیقی را بالا برد، معیار دانشکده پزشکی را ارتقاء داد و موفق به گسترش سریع دانشکده حقوق شد. او همچنین ساختمان بزرگی را ساخت که به تالار هیلی معروف شد. ایجاد این ساختمان پر هزینه دانشگاه را به بدهکاری قابل توجهی کشاند. در سال ۱۸۸۲، هیلی برای زندگی با برادرش جیمز که اسقف پورتلند بود، به ایالت مین رفت. پس از آن، پاتریک و جیمز به‌طور گسترده در سراسر اروپا سفر کردند. سپس هیلی به خدمت کلیسا در رود آیلند و نیویورک بازگشت. پس از بازنشستگی به جورج تاون مراجعت کرد و در آنجا درگذشت.

## اوایل زندگی
پاتریک فرانسیس هیلی در ۲۷ فوریه ۱۸۳۴ در کلبه‌ای چوبی در میکن، جورجیا به دنیا آمد. پدر پاتریک، مایکل موریس هیلی، در سال ۱۸۱۸ از ایرلند و از طریق کانادا به ایالات متحده مهاجرت کرده بود. او در زمینی که در لاتاری زمین جورجیا برنده شد، یک مزرعه پنبه در سواحل رودخانه اوکمولگی (به انگلیسی: Ocmulgee) -در زبان کریک به معنی تله آهو- ایجاد کرد. او بسیار موفق بود و در نهایت با ۱٫۵۰۰ جریب فرنگی (۶۱۰ زمین) به یکی از بزرگ‌ترین زمین‌داران در شهرستان جونز تبدیل شد. او در نهایت صاحب ۴۹ برده شد که یکی از آنها مادر پاتریک، مری الیزا اسمیت بود. مایکل هیلی او را در سال ۱۸۲۹ از یک فرد بانفوذ صاحب مزرعه پنبه به نام سام گریسوولد خریداری کرده بود که برای او یک برده خانگی باشد. الیزا یک‌هشتم سیاهپوست بود و فرزندانش نیز یک شانزدهم سیاه‌پوست شدند. یکی از والدین او در دهه ۱۷۹۰ در جریان انقلاب هائیتی از سنت دومینیک -جزیره‌ای که در حال حاضر کشورهای جمهوری دومینیکن و هائیتی در آن واقع شده‌اند- به ایالات متحده فرار کرده بود.
از آنجایی که ازدواج سفیدپوستان با دیگر نژادها توسط قانون نژادپرستی جورجیا ممنوع بود، مایکل در سال ۱۸۲۹ با الیزا که ۱۶ سال داشت ازدواج کرد. اگر چه کلیسای کاتولیک ازدواج‌های بین نژادی را به رسمیت می‌شناخت، اما در آن زمان هیچ کشیشی در میکن وجود نداشت تا ازدواج آنان را رسمی سازد. در آن زمان، ازدواج این دو در ایالت جنوبی در میان ازدواج‌های بین نژادی غیرمعمول بود؛ زیرا این اولین ازدواج آنها بود و آنها تا پایان عمر با یکدیگر صادقانه زندگی کردند تا اینکه هر دو در سال ۱۸۵۰ درگذشتند.
پاتریک سومین فرزند از ۱۰ خواهر و برادر بود که هشت نفر از آنها تا بزرگسالی زنده ماندند. سه خواهر او راهبه شدند، از جمله الیزا هیلی، که یکی از اولین مادران مدیر سیاه‌پوست یک صومعه شد. دو تن از برادران او کشیش شدند. یکی از آنها، جیمز آگوستین هیلی، اسقف پورتلند، و اولین اسقف کاتولیک سیاه‌پوست در ایالات متحده شد. برادر دیگر، مایکل، یک کاپیتان برجسته در خدمات دریایی اداره گمرک ایالات متحده در آلاسکا شد. پاتریک و همه خواهران و برادرانش به عنوان برده به دنیا آمدند، و طبق اصول قانون سال‌های ۱۶۶۰ فرزندان موقعیت قانونی مادر خود را به ارث بردند. مایکل هیلی توسط قانون آزادی بردگان در جورجیا از اخراج همسر یا فرزندانش منع شد، که این امر تنها با مصوبه مجمع عمومی جورجیا در شرایط استثنایی امکان‌پذیر بود.

### تحصیلات

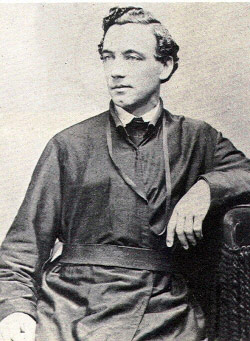
پرتره هیلی نشسته

طبق قانون بردگی ایالت جورجیا، کودکان هیلی از رفتن به مدرسه منع شدند. مایکل هیلی که مایل بود آنها را از شرایط بردگی در جورجیا نجات دهد، همه فرزندانش را برای تحصیل به ایالت‌های شمالی فرستاد. او قصد داشت در زمان مرگش در اوت ۱۸۵۰، به آنها بپیوندد. هیلی در ابتدا نتوانست مدرسه ای در شمال پیدا کند که فرزندانش را بپذیرد، اما در نهایت آکادمی فلاشینگ کوئیکر را که با خانه گردهمایی قدیمی کوئیکر در فلاشینگ، کوئینز مربوط بود، پیدا کرد. در این مدرسه هر دو نژاد سیاه و سفید را ثبت نام می‌کردند. او توانست سه پسر بزرگش را در آنجا ثبت نام کند.
پاتریک هیلی مانند سه برادرش تحصیلات خود را در کالج صلیب مقدس در ماساچوست ادامه داد. او در سال ۱۸۵۰ در سن ۱۶ سالگی فارغ‌التحصیل شد و از دانشگاه جورج تاون مدرک لیسانس هنر دریافت کرد، زیرا کالج صلیب مقدس هنوز مانند دانشگاه جورج تاون واجد شرایط اعطاء مدرک تحصیلی نشده بود. هیلی و برادرانش تحت تعلیم جان برنارد فیتزپاتریک، اسقف بوستون بودند. پس از فارغ‌التحصیلی، هیلی در ۱۷ سپتامبر ۱۸۵۰ وارد انجمن یسوعیان شد و به نوآموزی خدمت در کلیسا در فردریک، مریلند ادامه داد. او نگران بود که نژاد مختلط او مانعی برای ورود او به فرقه یسوعی باشد، اما این مشکلی نبود. این واقعیت که والدین هیلی هرگز به‌طور رسمی ازدواج نکرده بودند به این معنی بود که، طبق قانون شرعی، هیلی خارج از ازدواج به دنیا آمد. این مستلزم این بود که او برای پیوستن به این دستور معافیت دریافت کند، اما هیچ‌گاه به دنبال آن نبود و او بدون مشکل پذیرفته شد. با پذیرش او در انجمن یسوعیان، او اولین یسوعی سیاه‌پوست آمریکایی بود.
پس از دو سال تحصیل، هیلی اولین عهد خود را با کلیسا بست و برای تدریس در دانشگاه سنت جوزف در فیلادلفیا فرستاده شد. در سال ۱۸۵۳، او دوباره به دانشکده صلیب مقدس منتقل شد. هنگامی که در آنجا تدریس می‌کرد، متوجه شد که برخی از دانش آموزانی که برادرانش را می‌شناختند از پیشینه نژادی او مطلع شدند و در خفا نظرات تحقیرآمیز دربارهٔ او بیان می‌کردند.
در سال ۱۸۵۸، هیلی به دانشگاه جورج تاون رفت و در آنجا به تحصیل فلسفه و الهیات پرداخت. مافوقان یسوعی در جورج تاون تحت تأثیر مهارت او در فلسفه قرار گرفتند و تصمیم گرفتند او را به اروپا بفرستند که او در آنجا به ادامه تحصیل خود پرداخت. او ابتدا به رم رفت، اما در طول زمستان سلامتی او رو به افول گذاشت و به مدرسه علمیه سنت سولپیس پاریس منتقل شد. او سرانجام برای تکمیل تحصیلات خود در دانشگاه کاتولیک لوون به بلژیک رفت. زمانی که آنجا بود، در ۳ سپتامبر ۱۸۶۴ به مقام کشیش منصوب شد. پاتریک همچنین به زبان‌های لاتین، فرانسوی، ایتالیایی و آلمانی مسلط بود. در ۲۶ ژوئیه ۱۸۶۵، مدرک دکترای فلسفه گرفت و اولین سیاه‌پوست آمریکایی بود که موفق به اخذ مدرک دکترا شد.

### هویت نژادی
«در دانشگاهی که من هستم، برای پسرانی که با من آشنا بودند یا شنیده می‌شدند + برادرانم، گاهی سخنانی گفته می‌شود (اگرچه نه در گوش من) که قلبم را جریحه دار می‌کند. شما می‌دانید که به چه چیزی اشاره می‌کنم.»

پاتریک هیلی، نامه به اف آر. جورج فنویک هنگام تدریس در صلیب مقدس
در طول زندگی او، نژاد هیلی موضوع حدس و گمان بود. طبق قانون یک قطره، که در زمان حیاتش رواج داشت، او را «سیاه‌پوست» می‌انگاشتند، زیرا حداقل یک جد سیاه‌پوست داشت. برادران هیلی خود را سفیدپوست می‌دانستند. از بین همه آنها، پاتریک هیلی به راحتی به عنوان سفیدپوست شناخته می‌شد. او می‌شد به راحتی به عنوان یک مرد سفیدپوست تشخیص داده شود، نه به‌عنوان یک مرد سیاهپوست با پوست روشن. اگرچه او خود را سفیدپوست می‌دانست، اما زمانی که به عنوان رئیس دانشگاه جورج تاون خدمت می‌کرد، آگاهی از پیشینه نژادی مختلط او پنهان نبود. هموطنان یسوعی پاتریک از نژاد مختلط او اطلاع داشتند، اما بعید است که این موضوع در خارج از محافل یسوعی شناخته شده باشد.
علیرغم ظاهر و هویت شخصی او، گمانه زنی‌هایی در مورد نژاد او در اوایل زندگی اش وجود داشت. اورست براونسون، یک نوکیش کاتولیک که خانواده هیلی را شخصاً می‌شناخت، در حالی که نژادپرستی در ایالات متحده را در مقاله‌ای در سال ۱۸۶۲ محکوم می‌کرد، اشاره ای هم به برادران هیلی که کشیش شدند و آنان را متعلق به دسته «مردانی متولد شده از مادران برده» دانست. به همین ترتیب، پاتریک هیلی در دوران مدرسه با شایعاتی در میان همکلاسی‌هایش مواجه شد مبنی بر اینکه رنگ سفید اما کمی تیره او به دلیل وجود مقداری «خون اسپانیایی» است. از سه برادر هیلی که کشیش بودند، فقط الکساندر شروود هیلی سیاه رنگ ظاهر شد.
اگرچه پیشینه دو نژادی هیلی در طول زندگی او به‌طور گسترده‌ای شناخته شده نبود، در اواسط قرن بیستم علاقه دوباره ای به تاریخ او ایجاد شد. در اوایل دهه ۱۹۵۰، آلبرت اس. فولی، جامعه‌شناس یسوعی، شروع به تحقیق در مورد تاریخچه خانواده هیلی کرد و در کتابی در سال ۱۹۵۴ توصیف نژاد مختلط آنها به اوج خود رسید. در دهه ۱۹۶۰ و ۱۹۷۰، دانشگاه جورج تاون شروع به شناسایی عمومی هیلی به عنوان سیاه‌پوست کرد.

## دانشگاه جورج تاون
در سال ۱۸۶۶، هیلی به مریلند بازگشت و به عنوان کرسی فلسفه در دانشگاه جورج تاون منصوب شد، دانشگاهی که در حال بهبودی از آسیب‌های جنگ داخلی بود. او در سال ۱۸۶۷ آخرین عهد خود را اقرار کرد. سال بعد، بخشدار مدارس شد. هیلی برای مدت کوتاهی در کلیسای مریم مقدس در الکساندریا، ویرجینیا مستقر شد. او با جولیا گاردینر تایلر، بیوه جان تایلر، دوستی برقرار کرد و با گرویدن او به کاتولیک، در طول غسل تعمید مشروط او در می ۱۸۷۲ به عنوان پدرخوانده او عمل کرد.
در اوایل سال ۱۸۶۹، صحبت از نامگذاری هیلی به عنوان جانشین برنارد آ. مگوایر بود. مافوق استان، جوزف کلر، هیلی را واجد شرایط‌ترین نامزد توصیف کرده بود، اما مافوقان در رم به دلیل نژاد هیلی، رقیب او جان ارلی را انتخاب کردند. زمانی که ارلی بیمار شد، کلر به مافوق در رم پیشنهاد داد که جان باپست جانشین او شود، در حالی که هیلی به جای باپست به عنوان رئیس کالج بوستون، معتقد بود که نژاد او در مدرسه نیوانگلند کمتر مورد توجه قرار خواهد گرفت. رم این ترتیب را رد کرد و تصمیم گرفت که باپست در بوستون بماند. هنگامی که سلامت جان ارلی رو به وخامت نهاد، هیلی به‌طور فزاینده ای وظایف ریاست را بر عهده گرفت.

### ریاست

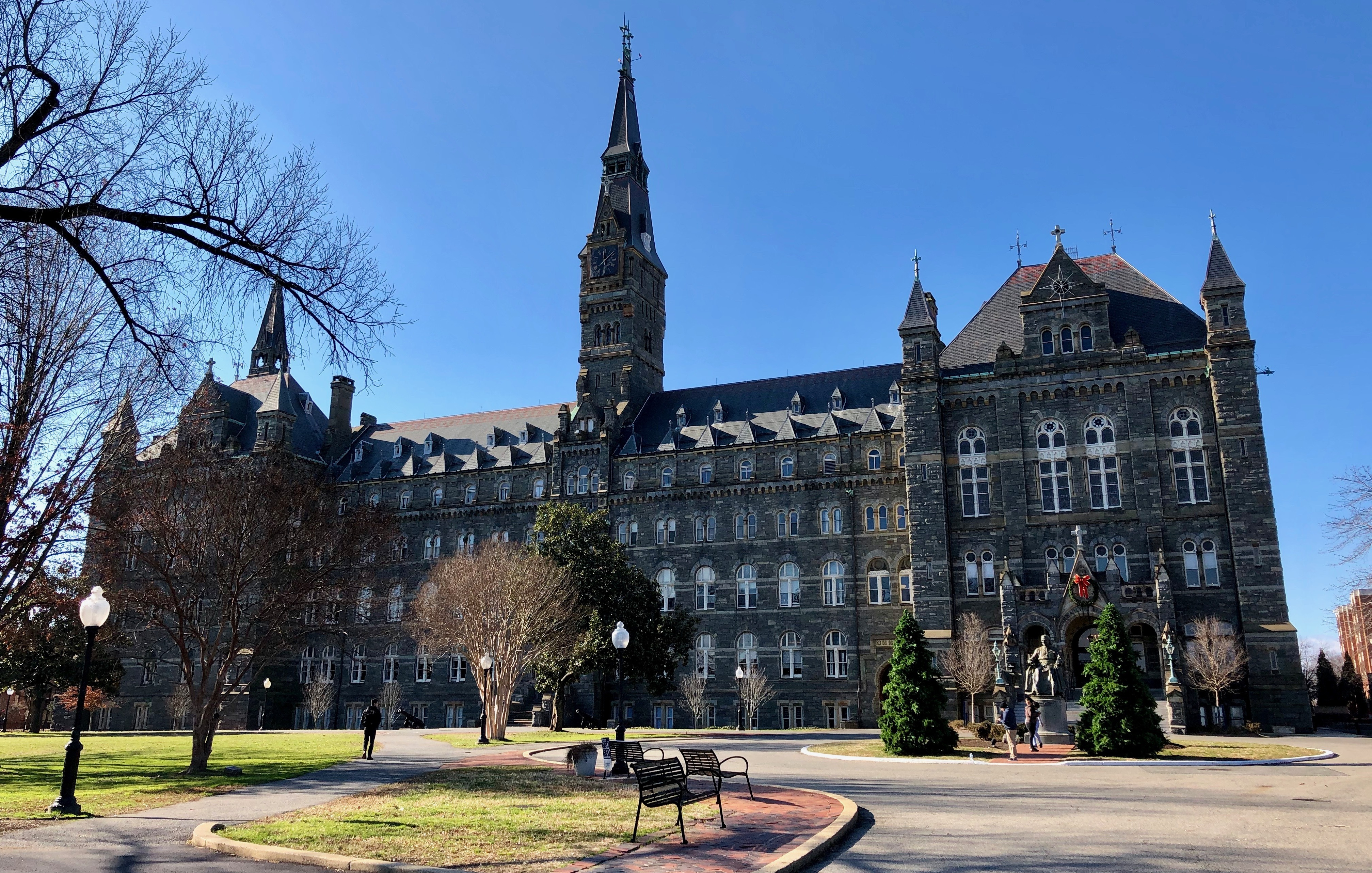
تالار هیلی در دانشگاه جورج تاون

در ۲۳ مه ۱۸۷۳، ارلی به‌طور ناگهانی درگذشت و کلر، هیلی را به عنوان پیشوای کار انتخاب کرد. روز بعد، هیئت مدیره گام دیگری برای انتخاب او به عنوان رئیس دانشگاه جورج تاون برداشت. انتصاب او به عنوان رئیس توسط سرلشکر یسوعی، که معمولاً تقریباً همزمان با انتخاب رئیس جدید انجام می‌شد، تا یک سال بعد انجام نشد. این تأخیر، نتیجهٔ نگرانی رم در مورد پیشینه نژادی مختلط هیلی بود. در ۳۱ ژوئیه ۱۸۷۴، وی رسماً به عنوان رئیس دانشگاه برگزیده شد. به این ترتیب، او اولین رئیس سیاهپوست یک دانشگاه عمدتاً سفیدپوست در ایالات متحده شد. در یک ترتیب غیرمعمول، او تا سال ۱۸۷۹، همزمان با ریاست، به سمت بخشداری نیز ادامه داد.
یک سال پس از تحلیف خود به عنوان رئیس، هیلی هدف خود از تبدیل جورج تاون به یک «دانشگاه» مدرن را برای ژنرال برتر، پیتر جان بکس توضیح داد. در حالی که جورج تاون قبلاً با تعریف آمریکایی معاصر از دانشگاه -مجموعه ای از مدارس اعطا کننده مدرک تحت یک دولت- مطابقت داشت، هیلی به دنبال بازسازی جورج تاون در مفهوم جدید دانشگاه به عنوان مؤسسه ای بود که در آن فرد می‌توانست در طیف گسترده‌ای از رشته‌های دانشگاهی تحصیل کند. به این ترتیب، او در پی تحقق بخشیدن به آنچه اسقف‌های کشور در سال ۱۸۶۶ در شورای عمومی دوم بالتیمور گرد هم آمدند، بود: یک دانشگاه بزرگ کاتولیک در ایالات متحده که در هر موضوع مذهبی و سکولار تحصیل می‌کرد.
جمعیت‌شناسی بدنه دانشجویی در دوران تصدی هیلی دستخوش تغییر شد و برای اولین بار شمالی‌ها از جنوبی‌ها بیشتر شدند. در همین حال، درصد دانش‌آموزانی که کاتولیک بودند به بیش از ۸۰ درصد افزایش یافت؛ تا حدی به دلیل رشد طبقه متوسط ایرلندی آمریکایی در شمال که توانستند پسران خود را به جورج تاون بفرستد. در همین حال، هیلی اولین برنامه بورسیه تحصیلی رسمی را ایجاد کرد. به این صورت که شهریهٔ یک دانش آموز از هر محله واشینگتن، توسط دانشگاه پرداخت می‌شد. او همچنین رویکرد دانشگاه به نظم و انضباط دانشجویی را اصلاح کرد و آن را با سایر دانشگاه‌های معاصر آمریکا مطابقت داد. به جای اینکه دانشگاه به صورت محلی عمل کند، با دانشجویان به عنوان افرادی در آستانه بزرگسالی رفتار می‌کرد.

#### اصلاح برنامه‌های درسی

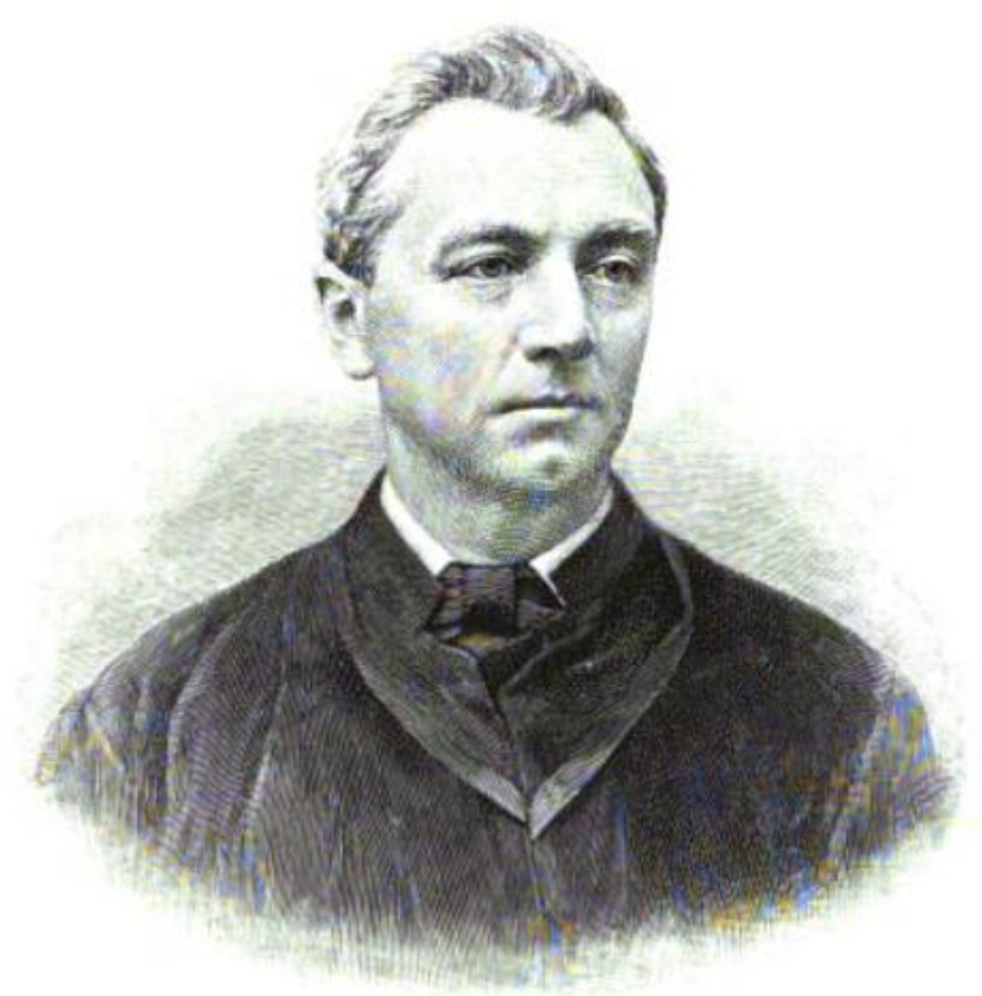
نقاشی خط هیلی

هیلی اصلاح برنامه درسی را که به عنوان بخشدار با افزایش حجم دروس ارائه شده آغاز کرد، ادامه داد و تا سال ۱۸۷۹ به دانشجویان اجازه داد تا برنامه درسی کلاسیک هنرهای لیبرال یا برنامه درسی جدید «تجاری و علمی» را مطالعه کنند. فارغ التحصیلان این برنامه درسی علمی جدید، مدرک لیسانس علوم را دریافت کردند. هیلی هیئت علمی جدید یسوعی را با اعتبار علمی بالاتر برای حمایت از این پیشرفت برنامه درسی استخدام کرد. علیرغم تأکید جدید بر علم، هیلی تعهد دانشگاه را به بلاغت احیا کرد. در سال ۱۸۷۵، او پس از اهدایی توسط دانش‌آموخته ریچارد تی. او همچنین با اختصاص اتاق خود در سالن هیلی، جایگاه ممتازی را در میان گروه‌های دانشجویی به انجمن داد. سه مدال فارغ‌التحصیلی ایجاد شد: مدال مناظره مریک، مدال تاریخی موریس، و مدال علمی برج. هیلی همچنین تمرین رهبانی را که می‌بایست یک دانش آموز در سالن غذاخوری و در هنگام صرف غذا با صدای بلند بخواند را متوقف کرد.
هیلی علاوه بر اصلاح آموزش علوم در مقطع کارشناسی، به دنبال ارتقای دانشکده پزشکی به استانداردهای دقیق و مدرن پزشکی بود. در حالی که مدرسه قبلاً تقریباً به‌طور کامل مستقل از بقیه دانشگاه عمل می‌کرد، هیلی هیئت مدیره خود را منحل کرد و مدرسه را تحت کنترل مستقیم خود قرار داد و کل دانشکده را جایگزین کرد (فقط دانشکده مؤسس به عنوان اساتید برجسته باقی ماند). طول برنامه درسی از دو سال به سه سال افزایش یافت که اکنون شامل آموزش بالینی می‌شود. برای اولین بار، متقاضیان باید در یک آزمون ورودی شرکت کنند.
در دوران ریاست هیلی، دانشکده حقوق رشد کرد، که تا حد زیادی به دلیل تصمیم ناحیه کلمبیا در مورد الزام متقاضیان جدید به وکالت برای گذراندن سه سال تحصیلات رسمی حقوقی بود. در اوایل دهه ۱۸۸۰، مدرسه دو بار در مرکز واشینگتن جابجا شد، اما از نظر مالی قادر به نقل مکان به پردیس جورج تاون دانشگاه آنطور که می‌خواست نبود.

#### ساخت سالن هیلی
هیلی و کلر طی ملاقاتی در سال ۱۸۷۴ مشخص کردند که ضروری‌ترین نیاز جورج تاون گسترش امکانات فیزیکی است. به همین خاطر سرگرم بررسی امکان نقل مکان به پردیس جدید و نزدیک در شمال New Cut Road (که امروزه به نام Reservoir Road شناخته می‌شود) یا انتقال دانشگاه به‌طور کامل از واشینگتن دی.سی. شدند. با این حال، هزینه هر دوی این پیشنهادها گران بود و آنها تصمیم گرفتند در عوض، محوطه دانشگاه را بهبود بخشند. هیلی با جایگزینی طرح‌هایی برای ساخت چندین ساختمان کوچک‌تر، ساختن ساختمان بزرگی را که به‌عنوان بخشدار تصور می‌کرد، به سبک معماری آراسته‌ای که با معماری ساده فدرال شهر در تضاد بود، ساخت. این بنا، ساختمان شمالی قدیمی و ساختمان مگوایر را به هم متصل کرد.

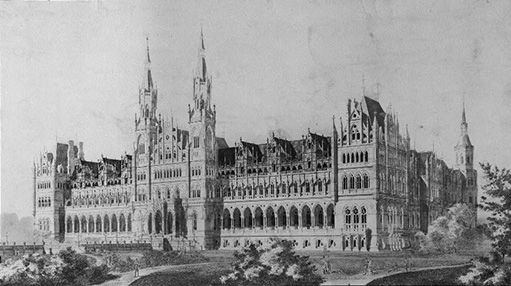
رندر اولیه معماری تالار هیلی، بزرگتر از آنچه در نهایت به نتیجه می‌رسد

در سال ۱۸۷۴، هیلی به معماران جان ال. اسمیت‌مایر و پل جی. پلز دستور داد تا ساختمانی را طراحی کنند که بعداً به عنوان تالار هیلی، ساختمان شاخص جورج تاون شناخته شد. این ساختمان دارای پنج طبقه است که در بالای آن یک برج ساعت به بلندای ۲۰۰فوت (۶۱ متر) قرار دارد و عناصری از چندین سبک معماری را در یک نمای رومی در درجه اول ترکیب می‌کند که دانشگاه‌های باستانی اروپا را تداعی می‌کند. این مکان شامل کلاس‌های درس، دفاتر، یک سالن نمایش (که بعداً به نام گاستون هال شناخته شد)، آزمایشگاه‌ها، یک کتابخانه و خوابگاه‌های دانشجویی می‌شد. در سال ۱۸۷۷، پس از اخذ موافقت مافوق استان، که نسبت به هزینه ساخت یک ساختمان بزرگ و آراسته محتاط بود، شروع به کار کرد و اجازه داد ۱۰۰٬۰۰۰ دلار (معادل ۲٫۴ میلیون دلار در سال ۲۰۱۹) هزینه شود. تا حد زیادی بزرگترین پروژه ای که جورج تاون انجام داده بود. ساخت این بنا، دانشگاه را که از وحشت ۱۸۷۳ -یک بحران مالی که باعث رکود اقتصادی در اروپا و آمریکای شمالی شد- رنج می‌برد، بر آن داشت تا کل پروژه را با دریافت قرض تأمین مالی کند.
برای حفظ این پروژه، در سال ۱۸۸۰، هیلی انجمن فارغ التحصیلان جورج تاون را که چهار سال قبل از بین رفته بود، دوباره تأسیس کرد. او همچنین از ویلیام ویلسون کورکوران، قدیمی‌ترین فارغ‌التحصیل زنده دانشگاه، خواست تا رئیس انجمن شود و کمک مالی جمع‌آوری کند. علیرغم ایجاد انجمن فارغ التحصیلان و کمک مالی کورکوران، پس از چندین سال، تنها بخش کوچکی از ۱۰۰٬۰۰۰ دلار جمع‌آوری شد؛ بنابراین، از سال ۱۸۷۸ تا ۱۸۸۰، هیلی دانشگاه را ترک کرد تا برای جمع‌آوری سرمایه به سراسر کشور سفر کند. در سال ۱۸۷۸، او به همراه رئیس کالج صلیب مقدس، جوزف بی اوهاگان، از طریق کانال پاناما به سانفرانسیسکو، کالیفرنیا رفت. اگرچه این سفر برای جمع‌آوری کمک‌های مالی نیز بود، اما هدف اصلی این سفر بهبود سلامت رو به زوال هیلی بود. سال بعد، او از طریق زمینی و با عبور از غرب میانه به نیویورک و جنوب ساحل شرقی آمریکا، به واشینگتن بازگشت. هیلی با وجود تلاش‌های گسترده‌اش، تنها توانست ۶۰۰۰۰ دلار جمع‌آوری کند.
در همین حال، با پیشرفت ساخت و ساز در ساختمان، هزینه‌ها نیز افزایش یافت. در نوامبر ۱۸۷۹، نمای بیرونی ساختمان با هزینه‌ای بیش از ۱۵۰٬۰۰۰ دلار تکمیل شد. پس از توقف در ساخت و ساز، کار بر روی فضای داخلی در سال ۱۸۸۰ آغاز شد که نیاز به اخذ وام‌های اضافی و بزرگ داشت. این ساختمان در سال ۱۸۸۱ به‌طور منظم مورد استفاده قرار گرفت و تا سال بعد، تقریباً ۴۴۰٬۰۰۰ دلار برای این پروژه هزینه شده بود (معادل ۱۱۷٫۰۰۰ دلار در سال ۲۰۱۹). در نتیجه دانشگاه با وضعیت بد مالی مواجه شد. به این ترتیب کارکنان دانشگاه از جمله تمام اعضای هیئت علمی آن، املاکی که در واشینگتن، دی.سی.، ویرجینیا و پنسیلوانیا داشتند را برای اجاره با فروش گذاشتند.

## سالهای بعد
هیلی در تمام دوران ریاست‌جمهوری خود وضعیت سلامتی ضعیفی داشت و احتمالاً از صرع درمان‌نشده رنج می‌برد. در سال ۱۸۸۱، او برای بهبود سلامتی خود با برادرش جیمز، به ایالت مین رفت. پس از بازگشت به جورج تاون در فوریه ۱۸۸۲، وضعیت او به سرعت بدتر شد و در ۱۶ فوریه از ریاست استعفا داد و جیمز ای دونان جانشین او شد.
پس از ترک جورج تاون، هیلی به پورتلند، مین بازگشت تا با برادرش زندگی کند. این دو به‌طور گسترده در سراسر اروپا سفر کردند و از مؤسسات اصلی کاتولیک در فرانسه، اسپانیا، ایتالیا و بلژیک بازدید کردند. او به نمایندگی از یسوعیان شمال شرقی ایالات متحده به عنوان نماینده بیست و چهارمین جماعت عمومی یسوعیان، که در پناهگاه لویولا در آزپیتیا، اسپانیا و در ۲۴ سپتامبر ۱۸۹۲ تشکیل شد، انتخاب شد. علی‌رغم سفرهای او، سلامت هیلی هرگز بهبود نیافت. . پس از مدتی به پراویدنس، رود آیلند رفت و در آنجا کارهای معنوی محدودی انجام داد. سپس به نیویورک بازگشت و در آنجا به کلیسای سنت ایگناتیوس لویولا وارد شد. چندین سال بعد، او به دانشگاه جورج تاون بازگشت تا آخرین سال‌های زندگی خود را سپری کند.
هیلی در ۱۰ ژانویه ۱۹۱۰ در جورج تاون درگذشت. تشییع جنازه او در کلیسای دالگرن برگزار شد و جسد او در قبرستان جامعهٔ یسوعیان در محوطه دانشگاه به خاک سپرده شد. تا زمان مرگش، هیلی به دلیل ریاست بر دوره ای از رشد بی‌سابقه در تاریخ دانشگاه، اغلب به عنوان «بنیانگذار دوم» جورج تاون شناخته می‌شد.
در سال ۱۹۶۹، انجمن فارغ التحصیلان دانشگاه جورج تاون، جایزه پاتریک هیلی را ایجاد کرد که هر ساله به فردی اهدا می‌شود که فارغ‌التحصیل دانشگاه نیست اما به آن کمک کرده و از آرمان‌ها و سنت‌های آن حمایت کرده‌است.

## برای مطالعهٔ بیشتر
- Foley, Albert S. (1955). God's Men of Color: The Colored Catholic Priests of the United States, 1854–1954. New York: فرار، اشتراوس و ژیرو. OCLC 974657306 – via Google Books.
- Foley, Albert S. (1976). Dream of an Outcaste: Patrick F. Healy. Tuscaloosa, Alabama: Portals Press. ISBN 0-916620-31-X.
- Greene, Bryan (September 8, 2020). "Born Enslaved, Patrick Francis Healy 'Passed' His Way to Lead Georgetown University". Smithsonian. Archived from the original on February 10, 2021. Retrieved February 25, 2021.
- Newman, Richard (1999). "Healy, Patrick Francis". American National Biography (online ed.). New York: Oxford University Press. doi:10.1093/anb/9780198606697.article.0800655. (نیازمند آبونمان)
- O'Toole, James M. (2003). Passing for White: Race, Religion, and the Healy Family, 1820–1920. Amherst, Massachusetts: University of Massachusetts Press. ISBN 1-55849-417-0 – via Google Books.
- Shea, John Gilmary (1891). "Chapter XXVIII: Father Patrick F. Healy, S.J.". Memorial of the First Century of Georgetown College, D.C. : Comprising a History of Georgetown University. Washington, D.C.: P. F. Collier. pp. 248–284. OCLC 960066298 – via Google Books.